# Taphridium
Taphridium är ett släkte av svampar. Taphridium ingår i familjen Protomycetaceae, ordningen Taphrinales, klassen Taphrinomycetes, divisionen sporsäcksvampar och riket svampar.
|            | Protomyces                                  |
|            |                                             |
| Taphridium | \| \| Taphridium umbelliferarum \| \| \| \| |
|            | \| \| Taphridium umbelliferarum \| \| \| \| |
|            | Volkartia                                   |
|            |                                             |
|            | Buerenia                                    |
|            |                                             |
|            | Protomycopsis                               |
|            |                                             |
|            | Saitoella                                   |
|            |                                             |
|            | Taphridium umbelliferarum                   |
|            |                                             |

|  | Taphridium umbelliferarum |
|  |                           |